# 2012년 하계 올림픽 에스토니아 선수단
2012년 하계 올림픽 에스토니아 선수단은 2012년 7월 27일부터 8월 12일까지 영국 런던에서 열린 2012년 하계 올림픽에 참가한 올림픽 에스토니아 선수단이다.

## 메달 집계

### 메달리스트
은메달
- 헤이키 나비(레슬링 남자 그레코로만형 120kg)

동메달
- 게르드 칸테르(육상 남자 원반던지기)

## 같이 보기
- 2012년 하계 올림픽